# Day of the Fight
Day of the Fight är en svartvit amerikansk kortfilm från 1951. Det är den första filmen som Stanley Kubrick regisserade, han finansierade även filmen själv.
Filmen visar den irländsk-amerikanska boxaren Walter Cartier på toppen av sin karriär. Filmen speglar dagen för en match med Bobby James, som ägde rum 17 april 1950.